# إم إس إكس

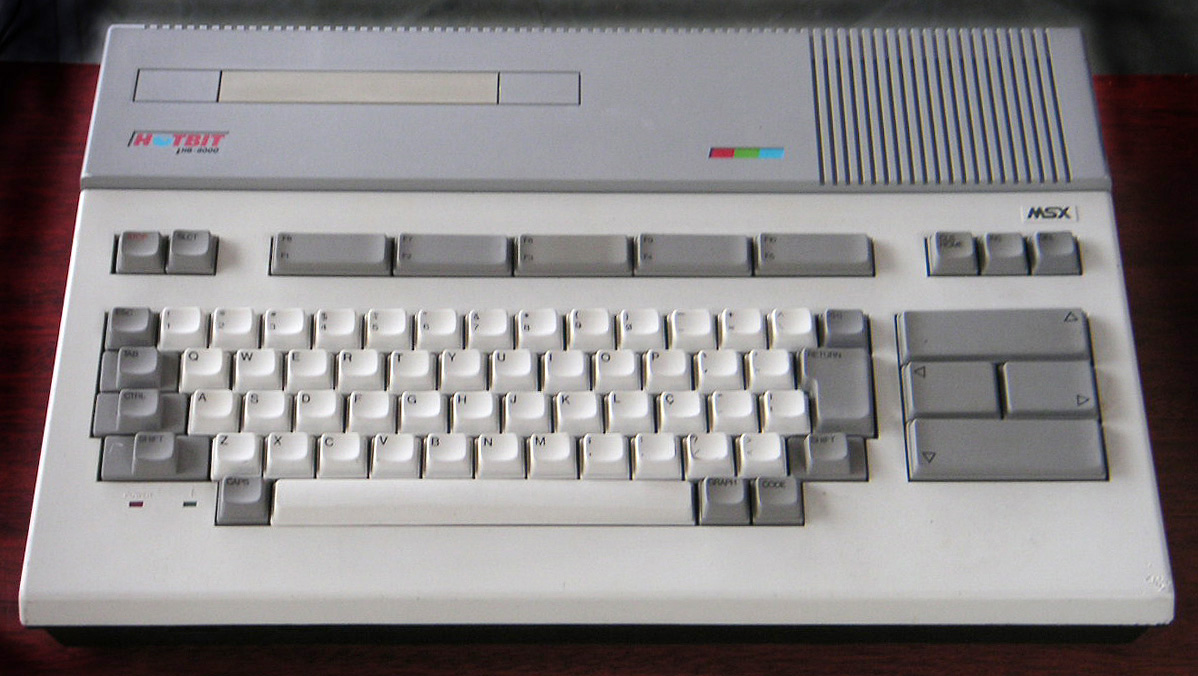
نظام التشغيل إم إس إكس لجهاز شارب

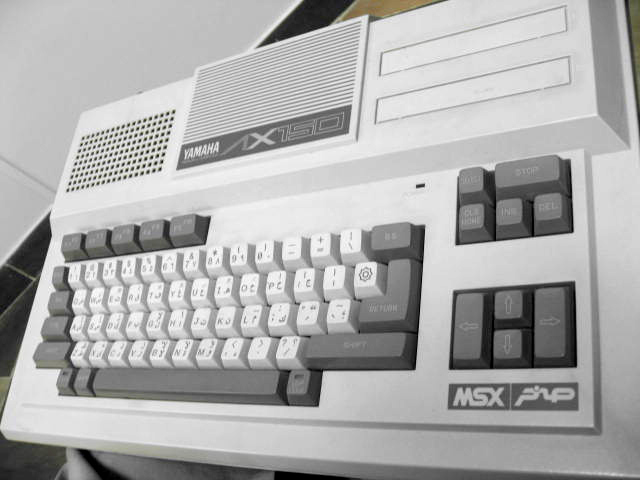
كمبيوتر صخر من أجهزة إم إس إكس في الوطن العربي

إم إس إكس (بالإنجليزية: MSX)‏ هي معمارية معيارية للحاسوب المنزلي، قدمتها عام 1983م شركة مايكروسوفت الأمريكية، وعرفت حينها في العالم العربي باسم صخر، حيث انتشر نظام تشغيل إم إس إكس في جميع أنحاء العالم ومن بينها كوريا الجنوبية والبرازيل والعالم العربي.